# Tarbaleopsis brunnea
Tarbaleopsis brunnea är en insektsart som först beskrevs av Willemse, C. 1955.  Tarbaleopsis brunnea ingår i släktet Tarbaleopsis och familjen Pyrgomorphidae. Inga underarter finns listade i Catalogue of Life.